# Валени (Арђеш)
Валени (рум. Văleni) насеље је у Румунији у округу Арђеш у општини Салатруку. Oпштина се налази на надморској висини од 572 m.

## Становништво
Према подацима из 2002. године у насељу је живело 713 становника, од којих су сви румунске националности.